# Света Богородица Писидийска (Алания)
„Света Богородица Писидийска“ (на руски: Церковь иконы Писидийской Божией Матери, на гръцки: Παναγίας Πισιδιώτισσας) е православна църква в град Алания, Турция, част от Писидийската епархия на Вселенската патриаршия. Заедно с църквите „Свети Павел и Свети Алипий“ в Анталия и „Свети Георги“ в Алания е един от трите действащи храма на епархията. В сградата освен църква има и християнски културен център.

## Местоположение
Храмът е разположен южно от центъра на Алания, в планината на около седем километра северно от центъра на Махмутлар.

## История
В 2015 година започва реставрирането на църквата „Свети Георги“. По време на възстановителните работи кметът на Алания дава разрешение да се провежда литургия всяка неделя в културния център на Алания. На 2 юли 2015 година е получено последното разрешение от кметството, а на 6 юли започва изграждането на християнски културен център. На 15 ноември 2015 година се провежда откриването на културния център и освещаването на православната църква на последния етаж в него „Света Богородица Писидийска“. На откриването присъства патриарх Вартоломей I Константинополски, гости от Вселенската патриаршия, поклонници от Гърция, Русия и много други. Културният център с прилежащата православна църква е първият новопостроен християнски храм в Турция през последните 90 години.